# Понсе, Ванесса
Сильвия Ванесса Понсе де Леон Санчес (исп. Silvia Vanessa Ponce de León Sánchez; род. 7 марта 1992 года, Мехико, Мексика), более известная как Ванесса Понсе — мексиканская модель, королева красоты. Победительница конкурса «Мисс Мира 2018». Первая мексиканка, которая получила корону «Мисс Мира».

## Биография
Ванесса Понсе родилась в Сьюдад-де-Мехико, Мексика. Прожила десять лет в Агуаскальентесе, Мексика, а также в штате Гуанахуато в течение пяти лет, где получила высшее образование. Изучала международную торговлю в Университете Гуанахуато, имеет степень по международному бизнесу. После обучения Ванесса Понсе вернулась в свой родной город, где вошла в совет директоров реабилитационного центра для девушек и женщин.
Ванесса поддерживает ряд некоммерческих фондов, которые занимаются различными социальными аспектами. Также она является волонтёром в организации «Мигранты на дороге», помогающей мигрантам.
На церемонии её коронации в качестве Мисс мира 2018 года Понсе рекламировала свой проект под названием «На Вили», цель которого — помочь детям коренных рабочих, которые эмигрируют из штата Герреро, Мексика в штат Гуанахуато, Мексика. Понсе также работает в школе «Ненеми», занимающейся межкультурным образованием коренного населения.

## Конкурс красоты
Следующая топ-модель Мексики (5 сезон)
В 2014 году Понсе участвовала в пятом сезоне телешоу «Mexico's Next Top Model», где представляла город Леон в штате Гуанахуато, Мексика. Она стала победителем данного конкурса.
Мисс Мексика 2018
Понсе была победительницей Мисс Мехико 2017 года, а затем выиграла национальный конкурс Мисс Мексика 2018 года и получила право представлять Мексику в конкурсе Мисс Мира 2018.
Мисс Мира 2018
Понсе представляла Мексику на международном конкурсе красоты Мисс Мира, в котором выиграла титул и коронацию Мисс Мира 2018 года в 68-м выпуске. Конкурс состоялся в городе Санья, Китай, 8 декабря 2018 года. Она была коронавана предыдущей обладательницей титула Мануши Чхиллар из Индии.
Ванесса Понсе стала самой возрастной Мисс Мира среди всех победительниц предыдущих конкурсов. Мисс Мира она стала в возрасте 26 лет и 276 дней. Предыдущий рекорд был установлен в 1989 году — полька Агнета Креглицька получила корону в возрасте 24 лет и 244 дней.

## Личная жизнь
14 апреля 2022 года она вышла замуж за своего бойфренда в долине Кармель в Калифорнии, США.